# Rayleighův rozptyl

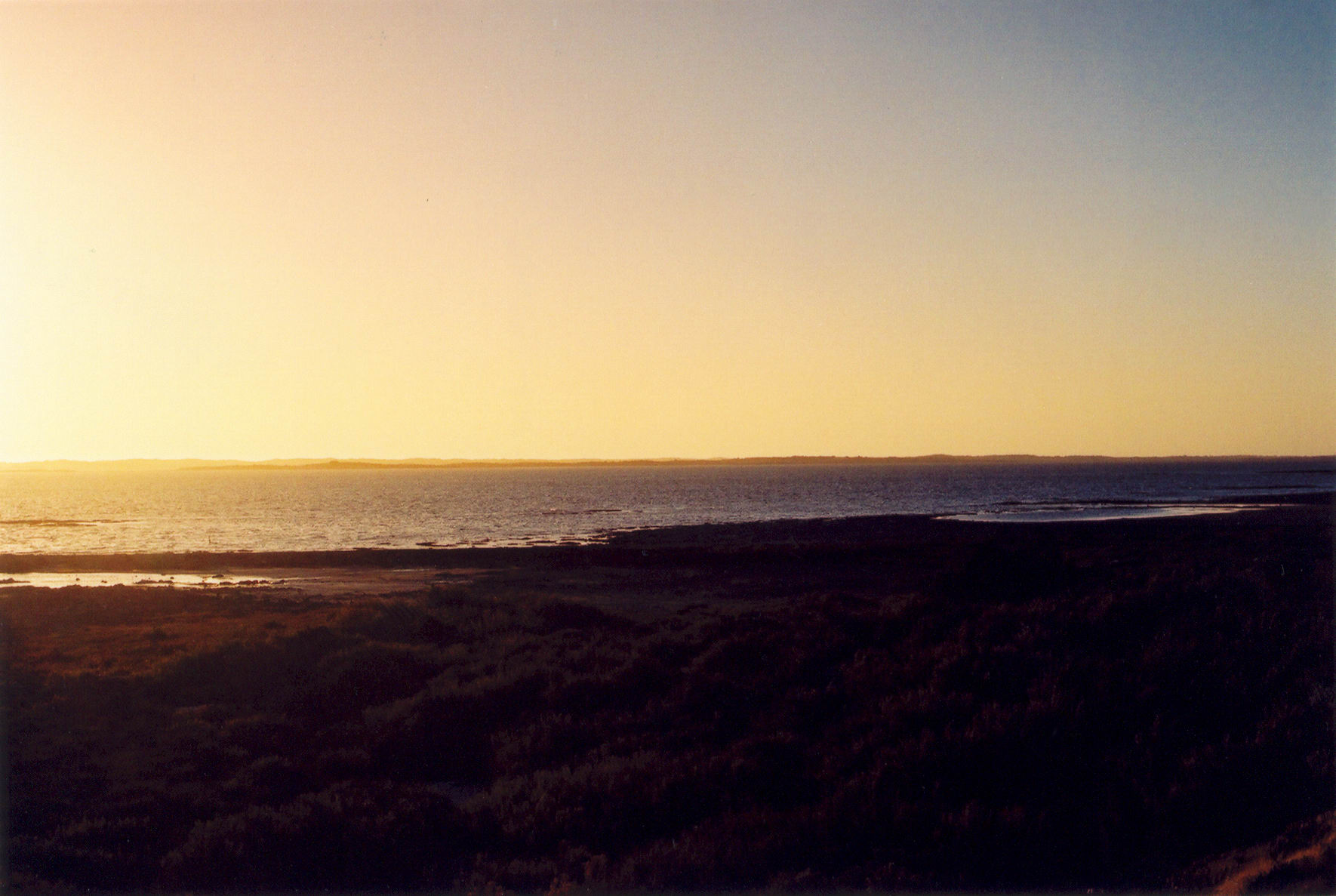
Načervenalé sluneční světlo těsně nad obzorem a modrá barva nebe jsou důsledkem Rayleighova rozptylu.

Rayleighův rozptyl je rozptyl světla nebo jiného elektromagnetického záření na částicích podstatně menších než vlnová délka záření. Částicemi mohou být jednotlivé atomy nebo molekuly; může nastat, když světlo prochází průhlednými pevnými látkami a kapalinami, ale nejvýrazněji je vidět v plynech. Pro světlo o frekvenci hluboko pod rezonanční frekvencí rozptylující částice je velikost rozptylu nepřímo úměrná čtvrté mocnině vlnové délky. Důsledkem Rayleighova rozptylu v atmosféře Země je modrá barva oblohy a žlutá až načervenalá barva Slunce nízko nad obzorem. 
Rayleighův rozptyl nebyl pozorován pouze v atmosféře naší Země. Hraje důležitou roli ve stavbě atmosfér chladných hvězd (zejména hvězd populace II), ve kterých převažuje vodík v neutrálním stavu (ionizovaný vodík nemá diskrétní energetické hladiny, proto na něm k Rayleighově rozptylu nedochází). Rayleighův rozptyl byl pozorován také v atmosférách exoplanet.
Rayleighův rozptyl úzce souvisí s jiným druhem rozptylu, s Ramanovým rozptylem. Zatímco při Rayleighově rozptylu se frekvence záření nemění, při Ramanově rozptylu jsou frekvence dopadajícího a rozptýleného záření různé. K rozvoji moderní teorie rozptylu výraznou měrou přispěl český fyzik Georg Placzek.
Rozptyl světla je důležitý fyzikální jev a může mít různé vlastnosti, podle toho, na čem se světlo rozptyluje - na malých nebo větších částicích nebo na nerovném, matném povrchu. 

## Historie
V roce 1869 se John Tyndall pokoušel zjistit, zda ve vyčištěném vzduchu, který používal pro experimenty s infračerveným zářením, zůstaly nějaké kontaminanty. Přitom zjistil, že jasné světlo rozptýlené nanočásticemi má namodralou barvu. Domníval se, že podobný rozptyl slunečního světla dává obloze její modrý odstín, nedokázal však vysvětlit proč se přednostně rozptyluje modré světlo, kromě toho intenzitu barvy oblohy nešlo vysvětlit pouze atmosférickým prachem.
Od roku 1871 anglický fyzik John W. Rayleigh publikoval několik článků o barvě a polarizaci světelného záření oblohy, ve snaze vysvětlit a kvantifikovat Tyndallův efekt. V roce 1899 vyšel při popisu rozptylu světla v zemské atmosféře z předpokladu, že světlo rozptylují přímo molekuly vzduchu a spočetl, že intenzita rozptýleného světla silně závisí na jeho vlnové délce (je nepřímo úměrná její čtvrté mocnině). Z toho plyne, že modré světlo s krátkou vlnovou délkou se rozptyluje více než světlo červené. Důsledkem této závislosti je například modrá barva oblohy, vznikající při průchodu slunečního světla zemskou atmosférou, stejně jako žlutá až červená barva Slunce při východu a západu. 
Nutnou podmínkou ovšem je, aby polohy jednotlivých rozptylujících center (molekul, atomů) byly náhodné. Na to poukázali počátkem 20. století Marian Smoluchowski a Albert Einstein. Tato podmínka je splněna například v plynu. Pokud nejsou polohy rozptylujících center náhodné, pak se stává rozptyl koherentním, což vede k jevu difrakce záření.

## Klasická teorie Rayleighova rozptylu
Při odvození účinného průřezu Rayleighova rozptylu v rámci klasické fyziky je možné vyjít z rovnic popisujících lineární harmonický oscilátor s tlumením v poli elektromagnetické vlny
{\displaystyle m({\ddot {\vec {x}}}+\omega _{0}^{2}{\vec {x}})=e{\vec {E}}_{0}{e}^{i\omega t}-m\gamma {\dot {\vec {x}}}.}
Tato rovnice v rámci klasické fyziky popisuje kmity vázaných elektronů v atomu. Úhlová frekvence {\displaystyle \omega _{0}} je frekvence vlastních kmitů, vyjadřující frekvenci čarových přechodů vázané soustavy elektronů a atomového jádra. Zrychlení vynucených kmitů je dáno partikulárním řešení této diferenciální rovnice
{\displaystyle {\ddot {\vec {x}}}={\frac {-(e\omega ^{2}/m){\vec {E}}_{0}{e}^{i\omega t}}{\omega ^{2}-\omega _{0}^{2}+i\gamma \omega }}.}
V důsledku pohybu nabité částice se zrychlením dochází k vyzařování elektromagnetického záření (vyzařování je důvodem, proč je oscilátor tlumený). Vyzařovaný výkon souvisí se zrychlením podle vztahu
{\displaystyle P={\frac {2e^{2}{\ddot {x}}^{2}}{3c^{3}}}.}
Středováním přes periodu je možné získat výraz pro střední vyzářený výkon ve tvaru
{\displaystyle \langle P(\omega )\rangle ={\frac {e^{4}\omega ^{4}}{3m^{2}c^{3}}}{\frac {E_{0}^{2}}{(\omega ^{2}-\omega _{0}^{2})^{2}+\gamma ^{2}\omega ^{2}}}}
a podělením intenzitou záření účinný průřez
{\displaystyle \sigma (\omega )={\frac {8\pi e^{4}\omega ^{4}}{3m^{2}c^{4}}}{\frac {1}{(\omega ^{2}-\omega _{0}^{2})^{2}+\gamma ^{2}\omega ^{2}}}.}
Tento výraz pro frekvence blízké středu spektrální čáry {\displaystyle \omega \approx \omega _{0}} vede k přirozenému rozšíření spektrální čáry. Pro zanedbatelný útlum dává pro volný elektron ({\displaystyle \omega _{0}=0}) účinný průřez Thomsonova rozptylu. Konečně,
pro malé frekvence {\displaystyle \omega \ll \omega _{0}} získáváme účinný průřez Rayleighova rozptylu jako
{\displaystyle \sigma (\omega )={\frac {8\pi }{3}}\left({\frac {e^{2}}{mc^{2}}}\right)^{2}{\frac {\omega ^{4}}{\omega _{0}^{4}}}\sim {\frac {1}{\lambda ^{4}}}.}
Je patrné, že účinný průřez je nepřímo úměrný čtvrté mocnině vlnové délky, s rostoucí vlnovou délkou tedy rychle klesá.

## Nerelativistická kvantová teorie Rayleighova rozptylu
Pro výpočet účinného průřezu Rayleighova rozptylu v rámci (nerelativistické) kvantové teorie budeme sledovat interakci systému vázaných elektronů (v atomu či molekule) s polem záření. Tuto interakci je možné popsat pomocí interakčního hamiltoniánu jako
{\displaystyle H_{i}=H_{i1}+H_{i2}=-{\frac {i\hbar e}{mc}}\nabla \cdot \sum _{\omega }(q_{\omega }{\vec {A}}_{\omega }+q_{\omega }^{\ast }{\vec {A}}_{\omega }^{\ast })+{\frac {e^{2}}{2mc^{2}}}\sum _{\omega ,\omega '}(q_{\omega }q_{\omega '}{\vec {A}}_{\omega }{\vec {A}}_{\omega '}+q_{\omega }q_{\omega '}^{\ast }{\vec {A}}_{\omega }{\vec {A}}_{\omega '}^{\ast }+q_{\omega }^{\ast }q_{\omega '}A_{\omega }^{\ast }A_{\omega '}+q_{\omega }^{\ast }q_{\omega '}^{\ast }A_{\omega }^{\ast }A_{\omega '}^{\ast }),}
kde {\displaystyle {\vec {A}}} je vektorový potenciál rozvinutý v řadu
{\displaystyle {\vec {A}}({\vec {x}},t)=\sum \left[q_{\omega }(t){\vec {A}}_{\omega }({\vec {x}})+q_{\omega }^{\ast }(t){\vec {A}}_{\omega }^{\ast }({\vec {x}})\right],}
jejíž příslušné koeficienty rozvoje jsou dány
{\displaystyle {\vec {A}}_{\omega }({\vec {x}})={\sqrt {\frac {4\pi c^{2}}{L^{3}}}}\,{\vec {a}}_{\omega }\,\exp(-i{\vec {k}}{\vec {r}}),}
operátory {\displaystyle q_{\omega }(t)} a {\displaystyle q_{\omega }^{\ast }(t)} jsou kreační a anihilační operátor a jednotkový vektor {\displaystyle {\vec {a}}_{\omega }}, který je kolmý ke směru šíření vlny, určuje polarizaci.
Pro odvození Rayleighova rozptylu je nutné započítat první člen interakčního hamiltoniánu v druhém řádu poruchové teorie a druhý člen interakčního hamiltoniánu v prvním řádu poruchové teorie. Ve výsledku tedy musíme spočítat maticový element
{\displaystyle \langle n|H_{s}|n\rangle =\sum _{n''}{\frac {\langle n|H_{i1}|n''\rangle \langle n''|H_{i1}|n\rangle }{{\tilde {E}}_{n}-{\tilde {E}}_{n''}}}+\langle n|H_{i2}|n\rangle ,}
kde {\displaystyle {\tilde {E}}_{n}} je energie stavu {\displaystyle |n\rangle } elektronového obalu a pole fotonů. Po dosazení má interakční hamiltonián tvar
{\displaystyle \langle n|H_{s}|n\rangle ={\frac {2\pi e^{2}\hbar }{L^{3}m^{2}}}\left[m\langle n|{\vec {a}}_{\omega }{\vec {a}}_{\omega }|n\rangle +\sum _{n''}{\frac {\langle n|{\vec {p}}{\vec {a}}_{\omega }|n''\rangle \langle n''|{\vec {p}}{\vec {a}}_{\omega }|n\rangle }{E_{n}-E_{n''}+\hbar \omega }}+\sum _{n''}{\frac {\langle n|{\vec {p}}{\vec {a}}_{\omega }|n''\rangle \langle n''|{\vec {p}}{\vec {a}}_{\omega }|n\rangle }{E_{n}-E_{n''}-\hbar \omega }}\right].}
Příslušný účinný průřez má tvar
{\displaystyle {\frac {\mathrm {d} \sigma }{\mathrm {d} \Omega }}={\frac {2\pi }{\hbar }}|\langle n|H_{s}|n\rangle |^{2}{\frac {\mathrm {d} \rho (E)}{\mathrm {d} \Omega }}{\frac {L^{3}}{c}}.}
Při jeho výpočtu z předchozího maticového elementu využijeme dipólové aproximace, což ve svém výsledku vede k diferenciálnímu účinnému průřezu ve tvaru
{\displaystyle {\frac {\mathrm {d} \sigma }{\mathrm {d} \Omega }}={\frac {e^{4}}{m^{2}c^{4}}}\cos ^{2}\phi \left[1+\sum _{n''}f_{n''n}{\frac {\omega _{n''n}^{2}}{\omega ^{2}-\omega _{n''n}^{2}}}\right]^{2},}
kde {\displaystyle f_{n''n}} je síla oscilátoru a {\displaystyle \omega _{n''n}} je úhlová frekvence přechodu. Pro frekvence záření mnohem menší než frekvence jednotlivých přechodů dostáváme po integraci přes úhly vztah odpovídající účinnému průřezu v klasickém případě
{\displaystyle \sigma ={\frac {8\pi }{3}}\left({\frac {e^{2}}{mc^{2}}}\right)^{2}\left(\sum _{n''}f_{n''n}{\frac {\omega ^{2}}{\omega _{n''n}^{2}}}\right)^{2}.}